# Zollernschloss Balingen
Das Balinger Zollernschloss ist eine spätmittelalterliche Stadtburg der Grafen von Zollern-Schalksburg an der südwestlichen Ecke der Stadtbefestigung von Balingen im Zollernalbkreis in Baden-Württemberg. Das ursprüngliche Residenzschloss war im Laufe seiner Geschichte Sitz des württembergischen Obervogts, wurde im 18. Jahrhundert als Gaststätte und Brauerei genutzt, verfiel immer mehr und wurde nur noch als Stall und Scheune genutzt. In den 1930er Jahren wurde es komplett abgerissen und unter Verwendung originaler Bauteile wieder aufgebaut. Heute beherbergt es das Waagenmuseum Balingen und im dazugehörigen Reiterhaus eine Jugendherberge. Das Ensemble ist ein beliebtes Kalenderblattmotiv.

## Lage
Das Schloss liegt am südlichen Ende des Stadtzentrums an der Einmündung der Steinach in die Eyach, integriert in die alte Stadtbefestigung. Deren Wasserturm genannter südöstlicher Wehrturm ist mit einer überdachten Brücke mit dem Schloss verbunden. Die Anlage befindet sich bei rund 515 Meter über Normalnull. Unterhalb von ihr befindet sich ein Stauwehr der Eyach zur Ableitung des an der Stadtmauer entlangfließenden Mühlkanals.

## Anlage
Der Schlosskomplex besteht aus drei Hauptteilen: erster Teil ist der so genannte Wasserturm an der Südost-Ecke der Anlage, er ist der einzig erhaltene der vier ehemaligen Ecktürme der Balinger Stadtbefestigung. Die im Turm erhaltenen alten Gefängniszellen sind zur Besichtigung freigegeben. Zweiter Teil ist der Hauptbau, oft im engeren Sinne als das Zollernschloss bezeichnet. Dieser ist über eine gedeckte hölzerne Brücke mit dem Wasserturm verbunden. Auf drei gemauerten Geschossen ist ein Fachwerkgeschoss mit Krüppelwalmdach aufgesetzt. Der dritte Teil ist das so genannte Reiterhaus. In diesem ist heute die in den Wintermonaten geschlossene Jugendherberge untergebracht. Die Anlage war früher mit Mauer und Tor zur Stadt hin gesichert sowie einem L-förmigen Graben von Stadtmauerschenkel zu Stadtmauerschenkel. Am Hauptbau führt ein gedeckter Treppenaufgang auf die Mauer. Neben der alten Schlossanlage steht die ehemalige Zehntscheuer, darin untergebracht ist das Heimatmuseum mit geologischer Abteilung der Stadt Balingen. Zusammen bilden sie das Ensemble des vom Stadtbrand von 1809 verschonten historischen Balingen.

## Geschichte

### Zollerische Stadtburg
Untersuchungen beim Abbruch des Schlosses 1934 ergaben, dass dessen Grundmauern aus dem 13. Jahrhundert stammen, also im Zusammenhang mit der Stadtgründung Balingens 1255 stehen. Es handelte sich um eine typische, frühe spätmittelalterliche Stadtburg, die hauptsächlich zu Wohnzwecken genutzt wurde. Weitere Untersuchungen 1934 ergaben, dass die Obergeschosse im Jahr 1372 erneuert wurden.

### Sitz einer württembergischen Obervogtei

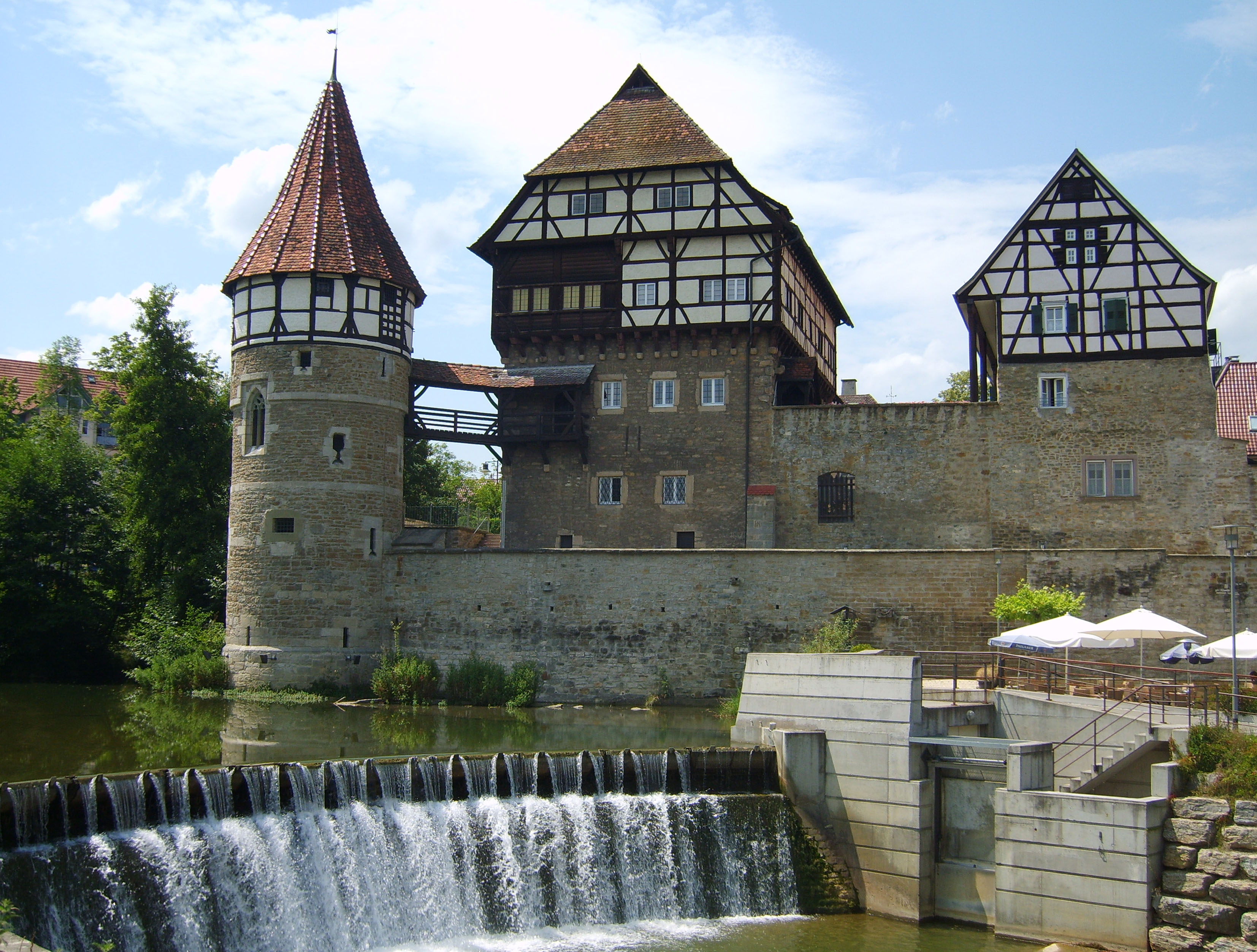
Wasserturm, Zollernschloss und Reiterhaus

Das Schloss kam im Jahr 1403 mit der gesamten Herrschaft Schalksburg durch Kauf an Württemberg. Es war von da an Sitz des für die Ämter Balingen, Ebingen, Tuttlingen und später auch Rosenfeld zuständigen Obervogts. Die Aufgabe eines Obervogtes lag insbesondere im Bereich des Wehrwesens und der Gerichtsbarkeit und wurde von einem Adeligen ausgeübt, der mit einer Haushaltung von 20 bis 30 Personen im Schloss residierte.
Nach dem Dreißigjährigen Krieg war das Schloss dermaßen baufällig, dass der von 1649 bis 1675 regierende neue Obervogt Graf von Kandel es nicht beziehen konnte. Der Untervogt schilderte es folgendermaßen: Das Reiterhaus sei „übel zergangen, meistentheils eingefallen und unmöglich…auszuflicken“. Es müsse von Grund auf neu aufgerichtet werden. Das Hauptgebäude sei ebenfalls nicht bewohnbar. Es bestehe aus einem kleinen Keller, einem Stall für zehn Pferde, fünf Stuben und sechs Kammern. Lagerplatz für Getreide sei nicht vorhanden. Ohne Reparatur sei es nicht bewohnbar. Auch die zwei übereinanderliegenden Verbindungsgänge zwischen Schloss und Reiterhaus an der inneren Stadtmauer sowie die Brücke zum Turm seien am Zusammenfallen. Die Mauer zur Stadt hin sei rissig, die Brücke über den Graben am Zusammenfallen und die Mauer um den Schlossgraben eingefallen. Erst im Frühjahr 1651 konnte der Einzug erfolgen. Die Renovierung war wohl zunächst zufriedenstellend, doch bereits der von 1675 bis 1697 regierende Nachfolger Georg Ehrenreich von Closen musste kurz nach seiner Amtsübernahme wieder ausziehen. Die gesamte Giebelseite zur Eyach hin drohte einzustürzen und musste abgerissen werden. Abriss und Wiederaufbau, nun aber mit einfachem spitzen Giebel, erfolgte in den Jahren 1681 und 1682.

### Private Nutzung
Im 18. Jahrhundert wurden die Obervogteien aufgelöst, das Schloss also nicht mehr gebraucht. Es wurde zum Verkauf ausgeschrieben. Dieser gestaltete sich aber schwierig, da der Komplex nicht den üblichen bürgerlichen Anforderungen entsprach, der Hof auch weiterhin als öffentliche Beschälplatte durch die vom herzöglichen Gestüt kommenden Deckhengste genutzt werden sollte und der Stall im Schloss dafür zur Verfügung stehen sollte. Die damalige Zustandsbeschreibung war auch nicht sehr vertrauenerweckend: Es befinde sich seit vielen Jahren in schlechtem baulichen Zustand. Die Grund- und Strebemauern wichen auseinander und das Gebälk des Dachstuhls sei größtenteils verfault. Da sich die Verkaufsbemühungen fast 16 Jahre hinzogen, konnten die Erwerber, der Bäcker und Biersieder Johannes Pfeiffer und der Rotgerber Johannes Hassis, den Komplex um 1800 Gulden, unter Wegfall der Nutzung als Beschälplatte und mit kostenloser Wirtschaftskonzession im Mai 1753 erwerben. Das Reiterhaus wurde von nun an als Brauerei und Wirtschaft mit Gästezimmern genutzt. Das eigentliche Schlossgebäude wurde nur noch als Stall und Scheune genutzt.

### Abriss und Wiederaufbau

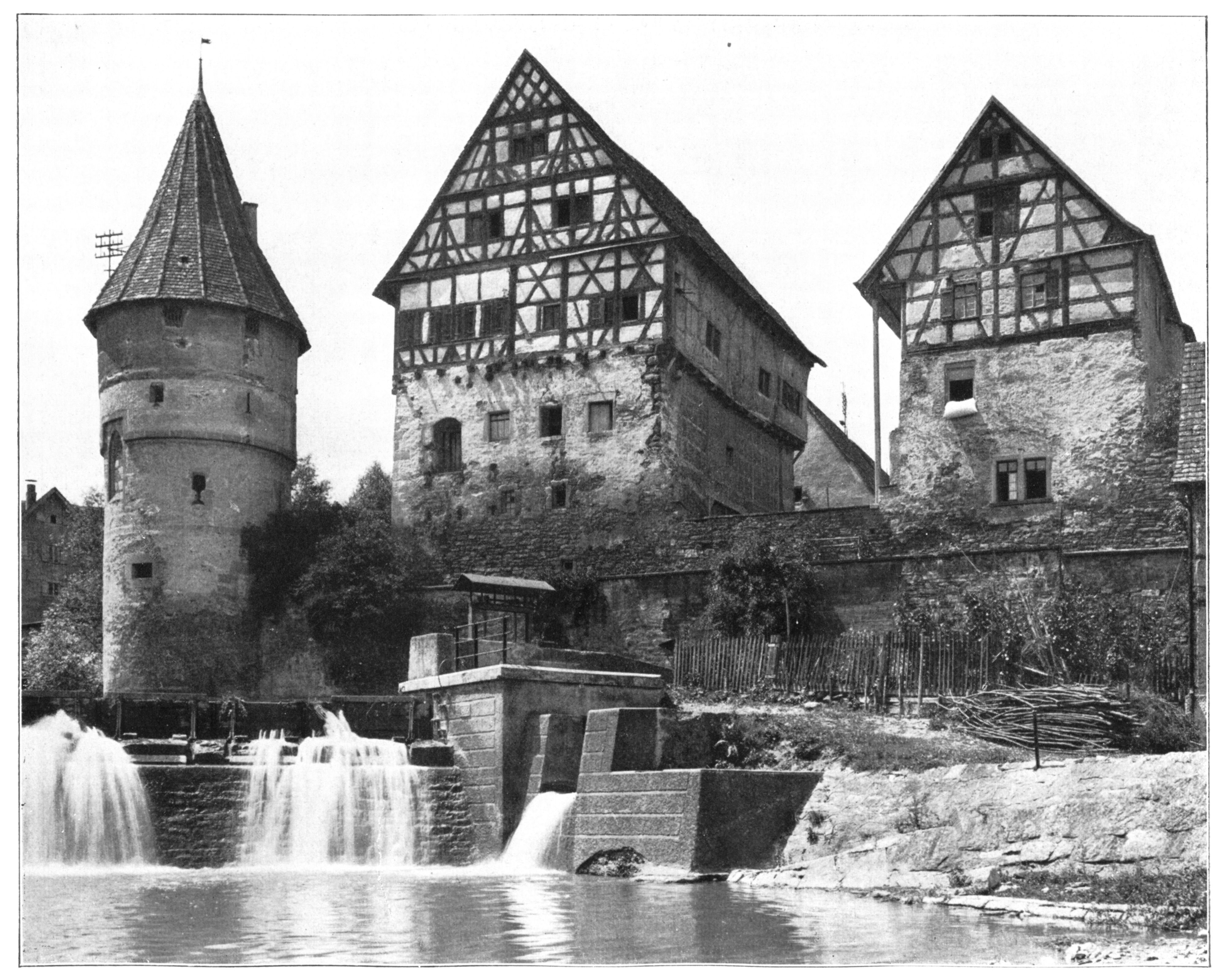
Das Zollernschloss vor 1925
Fotografie von Arthur von der Trappen

Im Jahr 1911 wollte die Witwe des letzten Eigentümers das Anwesen versteigern lassen. Der Landesausschuss für Natur- und Heimatschutz sowie das Königliche Landeskonservatorium machten sich umgehend auf die Suche nach Förderern und auch die Stadt Balingen wurde zum Ankauf aufgefordert. Das Gebäude sollte für ein neues Bezirks-Heimatmuseum genutzt werden. Aber weder private noch öffentliche Gelder standen zur Verfügung. Erst im April 1920 kaufte die Stadt Balingen Schloss und Reiterhaus für 65.000 Mark mit dem Ziel, eine Gewerbeschule darin einzurichten, was aber laut Sachverständigengutachten nicht möglich war. Stattdessen sollten Wohnungen für kinderreiche Familien eingerichtet werden. Aus Kostengründen wagte man sich aber nicht an das Schlossgebäude, lediglich im Reiterhaus wurden 1921 und 1922 zwei Wohnungen und im alten Wirtshaussaal eine Jugendherberge eingerichtet.
Im April 1925 stellte die Baupolizei das Ultimatum, das Schloss entweder gut abzusichern oder abzureißen. Umgehend wurde ein Gegengutachten eines Baudenkmalspezialisten aus Esslingen eingeholt. Dieser stellte fest, dass kein Grund zu übereiltem Handeln bestehe und leichte Sicherungsmaßnahmen ausreichten. Kommentar der Balinger Baupolizei: „Wenn ich zu vielen Ärzten gehe, werde ich schließlich auch einen finden, der mir Alkohol erlaubt.“
Der Kontrast zwischen dem 1934 renovierten Wasserturm und dem verfallenen Schloss erzeugte erneuten Zugzwang. Im Januar 1935 beschloss der Gemeinderat die Renovierung. Als potentielle Nutzung wurden Räumlichkeiten für die Hitlerjugend und die Einrichtung eines Heimatmuseums genannt. Die Kosten wurden mit 140.000 RM berechnet. Staatliche Zuschüsse wurden in Höhe von 17.000 RM gewährt. Die Stadt konnte das restliche Geld nur aufbringen, indem das Holz des Stadtwaldes veräußert wurde und auf die Teerung und teilweise Asphaltierung wichtiger Ortsstraßen verzichtet wurde. Auch Gelder, die für die städtische Kanalisation eingeplant waren, und Rücklagen für ein neues Altersheim wurden umgewidmet. Im August 1935 wurde mit den Arbeiten begonnen, es stellte sich aber nach kurzer Zeit heraus, dass ein Abriss und eine neue Unterkellerung unumgänglich waren. Die Fundamente wurden vollständig entfernt und der Keller mit einer Gewölbehöhe von drei Metern neu errichtet. Dies sollte eine spätere gastronomische Nutzung ermöglichen.
Es wurden sowohl in den gemauerten Untergeschossen als auch in der Fachwerkkonstruktion möglichst viele Originalteile verwendet. Auch im Gebäudeinneren wurden zahlreiche Ständerteile sowie zwei hölzerne Tonnengewölbe wieder eingebaut. Auch der im 17. Jahrhundert als Spitzgiebel ausgeführte Ostgiebel wurde wieder als Krüppelwalmdach ausgeführt. Nicht dem Original entspricht der ins Erdgeschoss verlegte Eingang sowie die Führung der Treppen. Ein Veranstaltungsraum mit Küche und Toiletten entspricht ebenfalls nicht der ursprünglichen Ausführung.
Nachdem im Juni 1936 Richtfest gefeiert wurde, begann ein erneuter Streit um die Nutzung des Gebäudes. Die Hitlerjugend beanspruchte das gesamte Gebäude, der Gemeinderat bestand auf der Einrichtung des Heimatmuseums. Diesem wurden die oberen beiden Stockwerke eingeräumt, die Hitlerjugend erhielt zwei Säle in den unteren Stockwerken. Die nun gestartete „Zollernschloß-Lotterie“ konnte nun neben der Baudenkmalerhaltung zusätzlich mit diesen beiden Zielen werben, was möglicherweise die Zahl der verkauften Lose erhöhte. Der Reinerlös betrug 13.400 RM. Die tatsächlichen Baukosten beliefen sich am Ende auf 160.000 RM.

## Heutige Nutzung

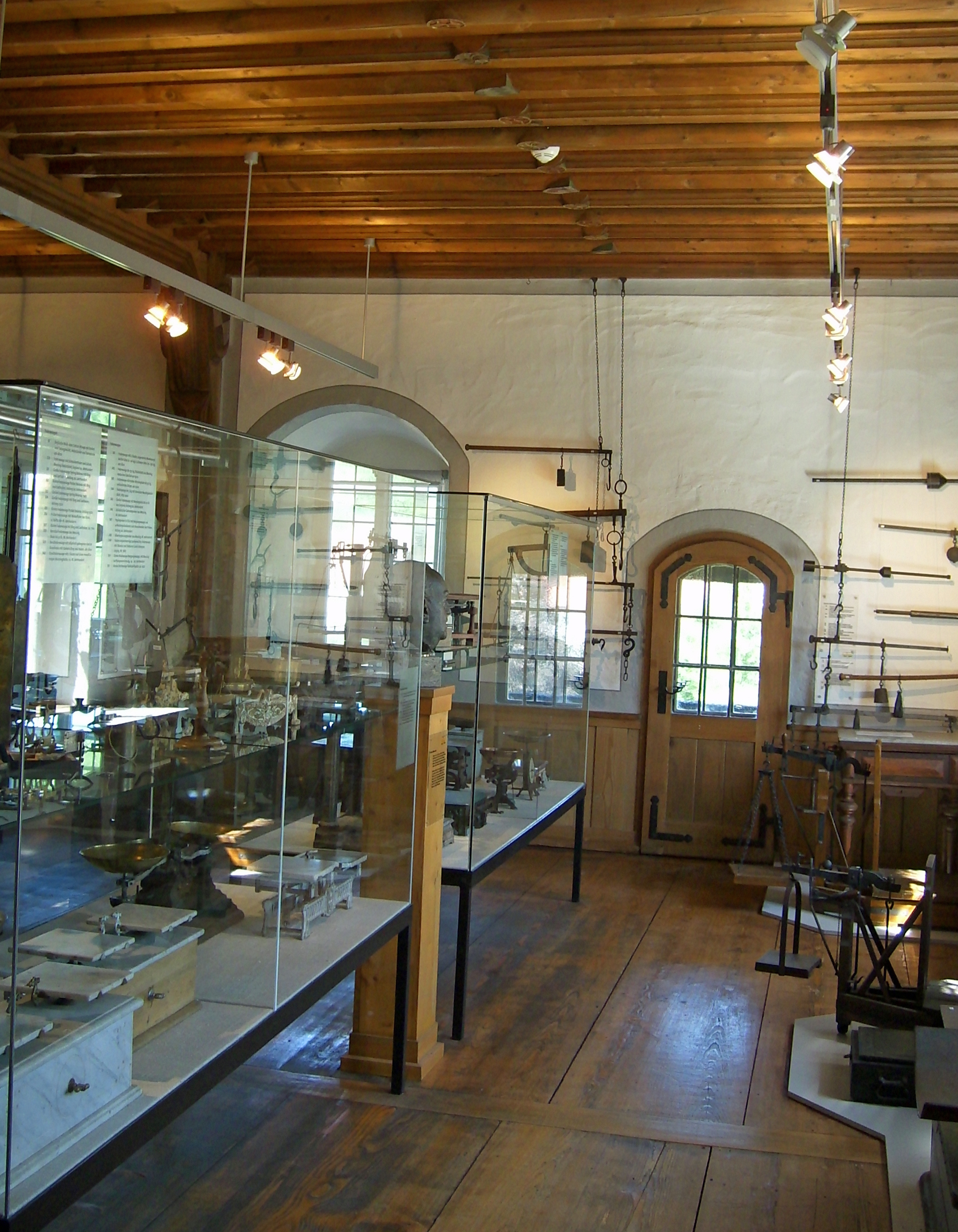
Waagenmuseum Balingen

Nachdem in der benachbarten Zehntscheuer 1992 ein Haus der Museen eingerichtet wurde, beherbergt das Zollernschloss nur noch das Waagenmuseum. Im Reiterhaus ist die Jugendherberge untergebracht.
Das Waagenmuseum zeigt an rund 400 Exponaten die technische Entwicklung der Wägetechnik von der einfachen Balkenwaage bis zur Laden- und Industriewaage des 21. Jahrhunderts.